# ワリオランド
ワリオランド（Wario Land）は、『スーパーマリオランドシリーズ』から派生した、ワリオを主人公としたゲームボーイのソフトのシリーズ。ワリオはマリオのマークである「M」を逆さにした「W」から作成されたキャラクターであり、『スーパーマリオランド3 ワリオランド』（以下『初代ワリオランド』）は、悪役キャラとして登場していた彼が主役となった最初の作品である。『スーパーマリオランド2 6つの金貨』のスピンオフ作品といえる。

## 概要
『ワリオランドシリーズ』は、ゲームボーイのローンチタイトルだった『スーパーマリオランド』を第1作とする『スーパーマリオランドシリーズ』の続編として制作され、そこから派生、独立したスピンオフ作品として発足した。『マリオランドシリーズ』は、ゲームボーイで新作として展開された横スクロールアクションを主体とする『スーパーマリオシリーズ』であったが、『ワリオランド』がシリーズとして独立した一方で『マリオランド』の続編は制作されず、『ワリオランドシリーズ』のみでの展開にシフトしていった。『スーパーマリオシリーズ』の派生作品であるため、基本は変身を伴う横スクロールのジャンプアクションである。
『スーパーマリオシリーズ』とは攻撃方法が大きく異なり、第1作目である『スーパーマリオランド3 ワリオランド』からジャンプによる踏み付けではなく、｢ショルダータックル｣で確立しており、後述の｢ブルワリオ｣変身時にのみ使用できる｢ヒップドロップ｣は本作での初出以降、『スーパーマリオ ヨッシーアイランド』や『スーパーマリオ64』といった、その後の『マリオシリーズ』にも採用されるアクションとなった。変身の仕様については『バーチャルボーイワリオランド アワゾンの秘宝』まで『スーパーマリオシリーズ』の特徴を色濃く残しており、通常時のワリオがブロックから様々なツボ（帽子）を取ることで帽子が変化し、「ブルワリオ」、「ドラゴンワリオ」（『アワゾンの秘宝』ではシードラゴンワリオ）、「ジェットワリオ」（『アワゾンの秘宝』ではイーグルワリオ）などに変身できる。どの状態の時でも攻撃を受けると「チビワリオ」になってしまい、この状態でさらに攻撃を受けるとミスになる。ちなみにこの作品の通常のワリオはいつもの黄色い帽子でなく茶色い探検家の帽子をしている。
『ワリオランド2 盗まれた財宝』以降の特徴として、操作するキャラクターであるワリオは死なない（不死身）という点が挙げられる。また、特殊な攻撃を受ける事で様々なリアクション（燃える、潰れるなど）を起こし、これを逆に利用する事により、行けなかった場所へ行けるようになるというシステムを採用、これに伴いアイテムによる変身は撤廃された。ミスやゲームオーバーは存在しないが、ダメージを受けると大きく吹っ飛ばされ、コインを数枚落としてしまうというペナルティが課せられる。ただし、『ワリオランド3 不思議なオルゴール』では、吹っ飛ばされるかわりにコインを数枚落としてしまうというペナルティは無く、ラストボス戦でのみ、ゲームオーバーの可能性が用意されている（正確にはバッドエンディングともいえる）。『盗まれた財宝』ではヒップドロップや相手を持ち上げたり、水中を泳ぐなどの能力は初めからあったが、『不思議なオルゴール』ではそれらの能力は最初は無く、宝を取った時（ゴールした時）にもらえる宝の一部であるパワーアップアイテムという形でそれぞれ手にする事ができる。
『ワリオランドアドバンス ヨーキのお宝』、『ワリオランドシェイク』ではライフ制を採用しており、ライフがなくなるとミスにはなるものの、残機が存在しないためゲームオーバーはない。こちらもヒップドロップや相手を持ち上げたり、水中を泳ぐなどの能力は初めからある。

## シリーズ一覧
数値は全て日本のもの。
| タイトル                                    | 発売日         | ハード                 |
| ------------------------------------------- | -------------- | ---------------------- |
| スーパーマリオランド3 ワリオランド          | 1994年1月21日  | ゲームボーイ           |
| バーチャルボーイワリオランド アワゾンの秘宝 | 1995年12月1日  | バーチャルボーイ       |
| ワリオランド2 盗まれた財宝                  | 1998年10月21日 | ゲームボーイカラー     |
| ワリオランド3 不思議なオルゴール            | 2000年3月21日  | ゲームボーイカラー     |
| ワリオランドアドバンス ヨーキのお宝         | 2001年8月21日  | ゲームボーイアドバンス |
| ワリオランドシェイク                        | 2008年7月24日  | Wii                    |

以下は『ワリオランド』のタイトルが付かないが、お宝の回収や謎解きアクション要素など『ワリオランドシリーズ』のシステムを踏襲しているアクションゲーム作品。
| タイトル               | 発売日        | ハード                      |
| ---------------------- | ------------- | --------------------------- |
| ワリオワールド         | 2004年5月27日 | ニンテンドー ゲームキューブ |
| 怪盗ワリオ・ザ・セブン | 2007年1月18日 | ニンテンドーDS              |